# 열혈삼국
《열혈삼국》(熱血三國) 은 중화인민공화국의 조이포트가 개발한 전략 시뮬레이션 웹게임이다. 중국의 고전 소설《삼국지연의》의 세계관을 바탕으로 하고 있다. 대한민국에서는 2010년 3월 3일 넥슨에서 정식 서비스를 시작하였으며, 2010년 기준으로 4개의 서버가 오픈되어 있다.
그리고 2012년 기준으로 열혈삼국은 넥슨에서 서비스가 종료되었다.

## 특징
삼국지에 출현하는 900명 이상의 장수들과 수천 명의 신규 장수들을 영입하고 키울 수 있다. 게이머는 자신이 가지고 있는 영지와 장수들을 이용해서 영토전쟁, 장수쟁탈전을 벌일 수 있다. 다른 삼국지 관련 웹게임들과 다르게 삼국지의 실제 장수들은 한 서버에 한 유저만 얻을 수 있는 독특한 시스템을 가지고 있다.

## 기록
중국 내 최고 동시접속자 수 70만 명을 기록하였다. 구글 검색을 바탕으로 선정된 '2008, 2009년 중국 지역 인기 게임 TOP 10'에 2년 연속 포함되기도 하였다.
하지만 한 서버에 한 유저만 받는 장수 시스템으로 인해서 장수 현금거래가 되기도 했는데 그걸 팔고
다시 뺏어오는 방식으로 판매자들이 유저들을 기만해서 게임을 망해버렸다.

## 같이 보기
- 종횡천하
- 웹삼국지